# The Apprentice (Italia) (seconda edizione)
La seconda edizione del talent The Apprentice è andata in onda dal 17 gennaio al 21 marzo 2014 per 10 puntate in prima serata su Sky Uno. Il boss è ancora una volta Flavio Briatore, nuovamente coadiuvato dagli assistenti Patrizia Spinelli e Simone Avogadro di Vigliano.

## Il programma
Aspiranti uomini d'affari devono superare una serie di prove manageriali per poter avere la possibilità di lavorare sotto le dipendenze di Flavio Briatore per almeno un anno con uno stipendio a sei cifre.
I quattordici candidati selezionati (sette donne e sette uomini) vengono divisi in due squadre; per ogni prova viene eletto un team leader all'interno delle due squadre, che ha il compito di coordinare l'operato dei compagni. La squadra che vince la prova decisa da Briatore riceverà come premio un momento di svago, quella perdente dovrà sottoporsi ad un duro colloquio con il boss, durante il quale uno dei concorrenti verrà eliminato.
Ai provini di questa edizione del programma si sono presentati più di 5.000 candidati.

## I concorrenti

### Concrea
La formazione originale è composta da:
- Alice Maffezzoli, 29 anni - Responsabile vendite nel settore energia
- Anais Rean, 23 anni - Studentessa di scienze internazionali
- Anna Zhitnikova, 28 anni - Responsabile finanza nel settore lusso
- Eleonora Smith, 24 anni - Studentessa di business administration
- Ingrid Altomare, 34 anni - Advertising & digital account director
- Milena Pagani, 34 anni - Responsabile vendite dei parchi divertimento
- Serena Marzucchi, 34 anni - Avvocato nel settore pubblico

### Scacco Matto
La formazione originale è composta da:
- Fabio Cascione, 34 anni - Direttore commerciale nel settore vinicolo
- Francesco Del Pesce, 31 anni - Avvocato d'affari
- Fulvio Cugno, 30 anni - Imprenditore nel web marketing
- Marco Martinelli, 22 anni - Studente di biotecnologie
- Mario Crea, 34 anni - Manager immobiliare
- Muhannad Al Salhi, 25 anni - Manager nelle vendite di telecomunicazioni
- Simone Piadena, 42 anni - Imprenditore di locali notturni

## Tabella delle eliminazioni
| Puntata   | 1     | 2     | 3     | 4     | 5     | 6     | 7     | 8     | 9     | 10         |
| --------- | ----- | ----- | ----- | ----- | ----- | ----- | ----- | ----- | ----- | ---------- |
| Alice     | SALVA | SALVA | SALVA | SALVA | SALVA | SALVA | SALVA | SALVA | SALVA | VINCITRICE |
| Muhannad  | SALVO | SALVO | SALVO | SALVO | SALVO | SALVO | SALVO | SALVO | SALVO | FUORI      |
| Fabio     | SALVO | SALVO | SALVO | SALVO | SALVO | SALVO | SALVO | SALVO | FUORI |            |
| Serena    | SALVA | SALVA | SALVA | SALVA | SALVA | SALVA | SALVA | SALVA | FUORI |            |
| Anais     | SALVA | SALVA | SALVA | SALVA | SALVA | SALVA | SALVA | FUORI |       |            |
| Ingrid    | SALVA | SALVA | SALVA | SALVA | SALVA | SALVA | SALVA | FUORI |       |            |
| Marco     | SALVO | SALVO | SALVO | SALVO | SALVO | SALVO | FUORI |       |       |            |
| Mario     | SALVO | SALVO | SALVO | SALVO | SALVO | FUORI |       |       |       |            |
| Anna      | SALVA | SALVA | SALVA | SALVA | FUORI |       |       |       |       |            |
| Eleonora  | SALVA | SALVA | SALVA | FUORI |       |       |       |       |       |            |
| Francesco | SALVO | SALVO | FUORI |       |       |       |       |       |       |            |
| Milena    | SALVA | FUORI |       |       |       |       |       |       |       |            |
| Simone    | SALVO | FUORI |       |       |       |       |       |       |       |            |
| Fulvio    | FUORI |       |       |       |       |       |       |       |       |            |

     Il concorrente era nella squadra vincente
     Il concorrente era nella squadra perdente
     Il concorrente ha vinto come team leader della sua squadra
     Il concorrente ha perso come team leader della sua squadra
     Il concorrente è arrivato fra gli ultimi tre o quattro
     Il concorrente è stato licenziato
     Il concorrente ha perso come team leader ed è stato licenziato
     Il concorrente si è ritirato dalla competizione

## Dettaglio delle puntate

### Prima puntata
Data: Venerdì 17 gennaio 2014

Location: Monza, Autodromo Nazionale

Squadra Concrea: Milena (team leader), Alice, Anais, Anna, Eleonora, Ingrid, Serena.

Squadra Scacco Matto: Fulvio (team leader), Fabio, Francesco, Marco, Mario, Muhannad, Simone.

Sfida: Le squadre devono allestire dei camion ristoranti e vendere cibo il giorno delle qualifiche del Gran Premio d'Italia di Formula 1. La prova si svolge in due giorni: il primo è dedicato alla pianificazione, il secondo alle vendite. Le squadre hanno a disposizione un budget di 2000€ per l'acquisto dei prodotti e la brandizzazione dei camion. Ognuna è libera di scegliere quale prodotto vendere, se specializzarsi in uno particolare oppure amplificare la scelta.
Profitto Concrea: 800€

Profitto Scacco Matto: 382€

Eliminato: Fulvio (paga come leader per il fallimento della squadra, il Boss lo accusa di usare troppi tecnicismi e di non aver dato ascolto ai compagni).

### Seconda puntata
Data: Venerdì 24 gennaio 2014

Location: Milano

Squadra Concrea: Anais (team leader), Alice, Anna, Fabio, Francesco, Milena, Serena.

Squadra Scacco Matto: Mario (team leader), Marco, Muhannad, Ingrid, Eleonora, Simone.

Sfida: Le squadre devono chiudere contratti per conto di Groupon. Ognuna ha due giorni di tempo per stipulare con i clienti sconti non inferiori al 50%. Al termine della prova Groupon valuta tutte le proposte e manda online le migliori. 

Eliminato: Simone (il Boss lo esclude perché durante le trattative ha litigato e ha risposto male ad una cliente).

Profitto Concrea: 15.126€ (2 contratti accettati su 8)

Profitto Scacco Matto: 17.962€ (6 contratti accettati su 11)

Eliminata: Milena (si è estraniata rispetto al lavoro del gruppo, dando un contributo scarso alla prova).

### Terza puntata
Data: Venerdì 31 gennaio 2014

Location: Erbusco, Cantina Ca' del Bosco; Milano

Squadra Concrea: Serena (team leader), Anais, Alice, Anna, Eleonora, Ingrid.

Squadra Scacco Matto: Francesco (team leader), Fabio, Marco, Mario, Muhannad.

Sfida: Le squadre devono creare una serie in edizione limitata di bottiglie di vino Franciacorta. Dopo aver studiato il target e stabilito il prezzo di vendita, ogni squadra ha allestito il proprio stand all'interno di una rinomata enogastronomia di Milano.

Profitto Concrea: 1.430€  (13 bottiglie vendute a 110€ l'una)

Profitto Scacco Matto: 1.200€ (24 bottiglie vendute a 50€ l'una)

Eliminato: Francesco (il Boss lo ha voluto mettere alla prova come team leader, ma si è defilato affidandosi eccessivamente a Fabio, esperto nel settore del vino, e avallando la decisione errata di vendere a basso prezzo).

### Quarta puntata
Data: Venerdì 7 febbraio 2014

Location: Loreto; Milano

Squadra Concrea: Anna (team leader), Eleonora, Ingrid, Muhannad, Serena.

Squadra Scacco Matto: Alice (team leader), Anais, Fabio, Marco, Mario.

Sfida: L'azienda Rainbow commissiona la realizzazione di una linea di abbigliamento con il marchio Winx. Ogni squadra deve ideare 3 diversi outfit (abito, casual e business) per un target femminile di età compresa tra i 25 e i 35 anni. Dopo aver sottoposto la loro idea al presidente di Rainbow e a un focus group di 60 donne rientranti nel range considerato, gli abiti sono presentati a una giuria di 3 esperti del settore della moda. Sarà il loro giudizio a decretare la squadra vincente.

Vincitori: Scacco Matto (i giudici hanno considerato più gravi gli errori commessi da Concrea, che ha rimosso il marchio Winx).

Eliminata: Eleonora (ha manifestato la sua perplessità sull'operato del gruppo, senza però proporre una soluzione alternativa, e si è mostrata troppo passiva).

### Quinta puntata
Data: Venerdì 14 febbraio 2014

Location: Milano

Squadra Concrea: Ingrid (team leader), Anna, Mario, Muhannad, Serena.

Squadra Scacco Matto: Marco (team leader), Alice, Anais, Fabio.

Sfida: Chevrolet intende promuovere le sue vetture di punta attraverso un video branding content su piattaforma digitale. Le squadre devono scegliere una tipologia di autovettura e realizzare il video con protagonisti due rapper della band Club Dogo, Gué Pequeno per Concrea e Jake La Furia per Scacco Matto. Dopo aver trattato con i registi e gli agenti degli artisti, ogni squadra tiene dei casting per selezionare le modelle protagoniste dei video che, una volta girati e montati, vengono consegnati al management di Chevrolet cui spetta la decisione finale di quale è il migliore.

Vincitori: Scacco Matto (Concrea ha sbagliato la scelta della vettura, oltre alla protagonista non azzeccata con il brand).

Eliminata: Anna (il Boss ha avuto la conferma del suo atteggiamento di presunzione, a fronte di risultati poco soddisfacenti).

### Sesta puntata
Data: Venerdì 21 febbraio 2014

Location: Torino, Juventus Stadium; Milano

Squadra Concrea: Muhannad (team leader), Alice, Anais, Ingrid.

Squadra Scacco Matto: Fabio (team leader), Marco, Mario, Serena.

Sfida: Le squadre partecipano a un'asta benefica organizzata dalla Juventus per trovare fondi da destinare all'ospedale Sant'Anna di Torino. Compito dei team è ottenere da alcune celebrità gli oggetti o le esperienze da mettere all'asta. Stavolta però il Boss non valuta l'esito della gara (vinta da Scacco Matto), bensì l'intero percorso compiuto dai candidati durante il programma. Il Boss ha le idee chiare su Alice, Anais, Ingrid e Marco che passano alla puntata successiva, mentre gli altri finiscono all'ultima boardroom.

Eliminato: Mario (il Boss lo reputa un ottimo professionista, ma vuole puntare su chi ha un desiderio maggiore di emergere).

### Settima puntata
Data: Venerdì 28 febbraio 2014

Location: Milano

Squadra Concrea: Anais (team leader), Ingrid, Muhannad, Serena.

Squadra Scacco Matto: Fabio (team leader), Alice, Marco.

Sfida: Repower incarica le squadre di organizzare workshop formativi per 150 venditori. Il budget a disposizione è di 10.000€ da destinare alla scelta della location, all'ingaggio del personale e al materiale tecnico. A decretare la squadra vincente è l'amministratore delegato della società, basandosi sui questionari compilati dai partecipanti. 

Vincitori: Concrea (il concept dell'evento è stato ritenuto innovativo e aderente alla visione dell'azienda).

Eliminato: Marco (pur apprezzandone le doti intuitive, il Boss non lo considera adatto per lavorare con lui).

### Ottava puntata
Data: Venerdì 7 marzo 2014

Location: Gerusalemme

Squadre: Anais & Ingrid (coppia uno), Muhannad & Serena (coppia due), Alice & Fabio (coppia tre) 

Sfida: I candidati gareggiano a coppie con l'obiettivo di recuperare quattro oggetti da consegnare, per conto del Museo della Torre di Davide, alle delegazioni di atleti che parteciperanno a una maratona. Gli oggetti simboleggiano l'anima e la cultura della Città Santa, dove da millenni convivono tre diverse culture religiose (ebraica, cristiana e islamica). I candidati dovranno riuscire a coniugare qualità e prezzo, trovando i quattro oggetti nei quartieri della città: simbolo di Ariel nel quartiere ebraico, l'antica lampada del Santo Sepolcro nel quartiere cristiano e due oggetti a scelta nei quartieri armeno e musulmano. Inoltre, le coppie dovranno preparare dei cestini di benvenuto e procurarsi una Sachertorte per le delegazioni che alloggeranno al Leonardo Plaza Hotel.

Vincitori: Muhannad & Serena (gli oggetti trovati erano più rispettosi della tradizione, mentre il cestino di benvenuto era il migliore).

Eliminata: Ingrid (il Boss ha notato in questa prova che le manca quella dimensione internazionale necessaria per lavorare al suo fianco).

Eliminata: Anais (si è dimostrata più matura della sua età, ma il Boss ha bisogno di persone con maggiore esperienza).

### Nona puntata
Data: Venerdì 14 marzo 2014

Location: Milano

Sfida: I semifinalisti vengono sottoposti a colloqui individuali con cinque grandi esperti del mondo del business: Alan Friedman, Fabrizio Garelli, Daniela Gelmi, Nicola Belli e Gianluigi Cimino. Il Boss ascolta il parere degli intervistatori e decide i due finalisti.

Eliminata: Serena (durante il percorso nel programma ha dimostrato di avere notevoli qualità, però non rientra nel profilo richiesto dal Boss).

Eliminato: Fabio (pur avendo una grande ambizione, il Boss non è convinto che sia adatto per lavorare con lui).

### Decima puntata (finale)
Data: Venerdì 21 marzo 2014

Location: Spoleto, Urbani Tartufi; New York

Sfida: La missione finale viene comunicata da Pietro Borroni, Direttore Commerciale di Urbani Tartufi, Alice e Muhannad devono ideare una salsa al tartufo da mettere in vendita negli Stati Uniti. I finalisti possono avvalersi del contributo di due compagni d'avventura: Alice sceglie Marco e Fabio, mentre Muhannad punta su Mario e Anais. Le squadre scelgono una base tra le cinque proposte (ketchup, barbecue, curry, chili e mostarda) per poi ideare il concept del prodotto e stabilire il prezzo di vendita. Successivamente ogni finalista sceglie uno dei collaboratori (Fabio con Alice, Anais con Muhannad) con cui recarsi negli USA. A New York hanno un meeting con Pietro Borroni, che comunica le missioni finali: condurre prima un'indagine di mercato presso i clienti del supermercato Citarella, poi presentare il prodotto a due ristoratori italo-americani (Joe Bastianich e Vittorio Assaf). Infine, i finalisti presentano il business plan a Donald Trump, ideatore del format originale di The Apprentice.

Vincitrice: Alice (il Boss ha ritenuto che le sue doti organizzative fossero le più adatte ai progetti che deve seguire).

## Ascolti
| Episodio | Prima TV Italia  | Telespettatori | Share |
| -------- | ---------------- | -------------- | ----- |
| 1        | 17 gennaio 2014  | 226.214        |       |
| 2        | 24 gennaio 2014  | 284.764        |       |
| 3        | 31 gennaio 2014  | 285.804        |       |
| 4        | 7 febbraio 2014  | 237.965        |       |
| 5        | 14 febbraio 2014 | 258.495        |       |
| 6        | 21 febbraio 2014 | 300.061        |       |
| 7        | 28 febbraio 2014 | 290.854        |       |
| 8        | 7 marzo 2014     | 275.379        |       |
| 9        | 14 marzo 2014    | 261.691        |       |
| 10       | 21 marzo 2014    | 302.436        |       |